# Eduardo Braun-Menéndez
Eduardo Braun-Menéndez (16 de janeiro de 1903 - 16 de janeiro de 1959) foi um notável fisiologista argentino.

## Vida e obra
Nascido em Punta Arenas, Chile, e foi criado em Buenos Aires. 
Estudou na Faculdade de Ciências Médicas da Universidade de Buenos Aires, escolhendo como especialidades a medicina cardiovascular e a fisiologia. Sua tese de doutorado tratou da relação entre a hipófise e o diencéfalo com a pressão arterial, e foi desenvolvida no Instituto de Fisiologia sob a supervisão do nobre Dr. Bernardo Houssay, em 1934. Após receber seu doutorado, foi para a Inglaterra para estudo na University College London, onde investigou o metabolismo do coração.
Em seu retorno da Inglaterra, ele se juntou à prestigiosa equipe do Instituto de Fisiologia, com Luis Federico Leloir, Juan Fasciolo, Juan Muñoz e Alberto Taquini, para trabalhar por alguns anos no mecanismo da hipertensão nefrogênica. Ele fez a descoberta mais importante de sua carreira durante esta pesquisa, a da angiotensina, em 1939.
No Instituto, Braun-Menéndez tornou-se um líder de pesquisa em fisiologia cardiovascular em 1945, e atuou como professor sênior e assistente de ensino na mesma área até 1946. Ele dirigiu o Instituto de Biologia Experimental e Medicina até 1946 e também foi o chefe do eletrocardiografia e fisioterapia no Instituto Municipal de Radiologia e Fisioterapia de Buenos Aires. Ele voltou como Houssay Chair no Instituto de Fisiologia em 1955, e atuou como professor. Além disso, foi membro da Academia Nacional de Medicina de Buenos Aires e foi homenageado com o título de Doutor Honoris Causa pela Universidade da Califórnia e pela Universidade do Brasil. Além disso, foi vice-presidente da Sociedade Argentina de Biologia e secretário da Associação Argentina para o Progresso das Ciências. Ele recebeu o Prêmio Nacional de Ciência duas vezes.
Braun-Menéndez também ajudou a criar a importante revista científica Ciencia y Investigación, que publicou seu primeiro número em 1945. Foi dirigida por ele até 1959, ano de sua morte. Outra de suas iniciativas incluiu a Acta Physiologica Latinoamericana, uma publicação escrita em vários idiomas para a publicação do trabalho de fisiologistas latino-americanos.
Dr. Braun-Menéndez morreu em um acidente de avião perto de Mar del Plata com sua filha em 16 de janeiro de 1959. O acidente foi o primeiro da Austral Air Lines.